# The Secret of Life: Partners, Volume Two
The Secret of Life: Partners, Volume Two — тридцать седьмой студийный альбом американской певицы Барбры Стрейзанд, выпущенный 27 июня 2025 года на лейбле Columbia Records. Состоящий из дуэтов с другими певцами, он является дополнением к её альбому Partners 2014 года.
Анонс альбома 30 апреля 2025 года совпал с выпуском «The First Time Ever I Saw Your Face», ведущего сингла с Хозиером. Дуэт с Полом Маккартни «My Valentine» последовал 16 мая 2025 года в качестве второго сингла. Третий сингл «Letter to My 13 Year Old Self» с Laufey был выпущен 6 июня 2025 года.
Стрейзанд и Шер стали единственными двумя исполнительницами, чьи альбомы входили в топ-40 Billboard каждого десятилетия, начиная с 1960-х годов.

## История
Барбра Стрейзанд начала записывать вокал для своего нового альбома вскоре после завершения аудиокниги-озвучивания своих мемуаров My Name Is Barbra — проекта, который, возможно, повлиял на интроспективный тон некоторых треков.
Обложка альбома, на которой она запечатлена задумчиво смотрящей через москитную сетку, была сфотографирована её невесткой Кэтрин Бойд Бролин, что ознаменовало семейное сотрудничество за кулисами.
Среди заметных совместных работ альбома — долгожданный дуэт с Бобом Диланом, который впервые пригласил Стрейзанд поработать вместе десятилетия назад — творческое партнёрство, которое материализовалось лишь десятилетия спустя. Хотя они оба начали играть в клубах Гринвич-Виллидж в начале 60-х, они занимали совершенно разные миры. Однако в 1970 году Дилан послал ей цветы с открыткой. "Детским почерком разноцветными мелками он написал: «Ты споёшь со мной?». Она подумала: «Какого черта я буду петь с Бобом Диланом?» Хотя она тогда не ответила, когда недавно узнала, что он написал для неё «Lay Lady Lay» (1969), она пришла в себя. Возможно, помогло то, что Дилан выпустил три альбома со стандартами, начиная с Shadows in the Night в 2015 году. Дилан выбрал песню, которую они пели, «The Very Thought of You», но при записи он полностью следовал указаниям Стрейзанд. «Он делал это снова и снова», — сказала она. «Он был невероятно восприимчивым и в данный момент со мной».
Самый новаторский новый проект — дуэт с Хозиер в «The First Time Ever I Saw Your Face». Редко, если вообще когда-либо, эта леденящая душу классика исполнялась дуэтом, превращаясь из монолога в разговор. Стрейзанд сказала, что она бы не записала песню каким-либо другим способом. «Она была слишком связана с девушкой, которая сделала её знаменитой» (это Роберта Флэк, которая вывела её на первое место в чартах в 1972 году).
Возможно, новая композиция, наиболее близкая сердцу Стрейзанд, написана Лэйвей Йонсдоттир, 26-летней исландской певицей. Текст песни «Letter to My 13 Year Old Self» позволяет каждому артисту оглянуться назад и взрастить в себе прошлое внутреннее подростковое детство. По словам Стрейзанд, когда ей было 13 лет, учительница попросила её написать автобиографию, которую она хранит до сих пор. «Она отправится в Библиотеку Конгресса», — сказала она, добавив с сожалением, «если Библиотека Конгресса есть». Стрейзанд также было 13, когда она записала свою первую любительскую пластинку, и в этот момент она обнаружила, что может играть с мелодией. «Это была моя первая импровизация!» — сказала она.
В проекте также участвует Ариана Гранде, воссоединившаяся со Стрейзанд после их совместного живого выступления в Юнайтед-центр в Чикаго в августе 2019 года. Завершая список специальных гостей, Джош Гробан стал единственным артистом, который появился как в Partners (2014), так и в этом сиквеле 2025 года, продолжая их прочное музыкальное партнёрство.
Вместе с другими участниками записей альбома (Paul McCartney, Bob Dylan, James Taylor, Sting, Mariah Carey, Ariana Grande ...) Кэри заработали 80 Грэмми и 333 номинации.

## Коммерческий успех
Альбом дебютировал на 31-м месте в Billboard 200 на неделе 12 июля. Тем самым Стрейзанд продлила свой рекорд как женщины с наибольшим количеством альбомов, вошедших в топ-40, за всю историю чарта — теперь их общее количество составляет 55 — обойдя таких артистов, как Арета Франклин и Мадонна, у которых по 26 альбомов. Она также присоединилась к Шер с альбомами, входившими в топ-40 чартов в каждом десятилетии с 1960-х по 2020-е годы. Пластинка также дебютировала на 4-м месте в чарте Top Album Sales, продемонстрировав её коммерческую значимость после более чем шести десятилетий в музыкальной индустрии.
Пластинка также дебютировала на 4-м месте в чарте Top Album Sales с тиражом чуть более 18 000 проданных копий. Альбом был доступен на CD, в цифровом формате и в двух виниловых вариантах, все с одинаковым списком треков.

## Список композиций
Все треки спродюсированы Уолтером Афанасьеффом и Питером Эшером. Список композиций по данным Apple Music.
| №                   | Название                              | Автор(ы)                                       | Партнёры по дуэтам          | Длительность |
| ------------------- | ------------------------------------- | ---------------------------------------------- | --------------------------- | ------------ |
| 1.                  | «The First Time Ever I Saw Your Face» | Юэн Макколл                                    | Хозиер                      | 4:33         |
| 2.                  | «My Valentine»                        | Пол Маккартни                                  | Пол Маккартни               | 4:18         |
| 3.                  | «To Lose You Again»                   | Howard Lawrence Jimmy Napes Сэм Смит           | Сэм Смит                    | 3:43         |
| 4.                  | «The Very Thought of You»             | Рей Нобл                                       | Боб Дилан                   | 3:52         |
| 5.                  | «Letter to My 13 Year Old Self»       | Лэйвей Йонсдоттир Spencer Stewart              | Laufey                      | 4:56         |
| 6.                  | «One Heart, One Voice»                | Уолтер Афанасьефф Jay Landers Charlie Midnight | Мэрайя Кэри & Ариана Гранде | 5:19         |
| 7.                  | «I Love Us»                           | Bill Anderson Steve Dorff                      | Тим Макгро                  | 4:36         |
| 8.                  | «Secret O' Life»                      | Джеймс Тейлор                                  | Джеймс Тейлор               | 3:35         |
| 9.                  | «Fragile»                             | Гордон Самнер                                  | Стинг                       | 4:46         |
| 10.                 | «Where Do I Go From You?»             | Дезмонд Чайлд Davitt Sigerson                  | Джош Гробан                 | 3:22         |
| 11.                 | «Love Will Survive»                   | Afanasieff Midnight Kara Talve Ханс Циммер     | Seal                        | 3:25         |
| Общая длительность: | Общая длительность:                   | Общая длительность:                            | Общая длительность:         | 46:25        |

## Чарты
| Чарт (2025)                                    | Высшая позиция |
| ---------------------------------------------- | -------------- |
| Австралия (ARIA)                               | 63             |
| Австрия (Ö3 Austria)                           | 14             |
| Бельгия/Фландрия (Ultratop)                    | 59             |
| Бельгия/Валлония (Ultratop)                    | 60             |
| Нидерланды (Album Top 100)                     | 26             |
| Германия (Offizielle Top 100)                  | 22             |
| Шотландия (Scottish Albums Chart)              | 7              |
| Швейцария (Schweizer Hitparade)                | 23             |
| Китайская Республика (Western Albums, G-Music) | 2              |
| Великобритания (UK Albums Chart)               | 40             |
| США (Billboard 200)                            | 31             |
| США (Billboard Top Album Sales)                | 4              |

### Комментарии
1. ↑  Среди женщин второе место по количеству альбомов, вошедших в топ-40, занимают Арета Франклин и Мадонна — по 26 у каждой. Среди всех сольных исполнителей второе место по количеству альбомов, вошедших в топ-40, занимает Стрейзанд, а лидируют Элвис Пресли и Фрэнк Синатра — по 58. Среди всех исполнителей наибольшее количество альбомов, вошедших в топ-40, у Grateful Dead — 64. Стрейзанд дебютировала в Billboard 200 62 года назад, когда её первый альбом с названием The Barbra Streisand Album дебютировал в чарте 13 апреля 1963 года. Он достиг 8-го места и стал первым из 34 альбомов Стрейзанд, попавших в топ-10 чартов — рекорд среди сольных исполнителей[12].